# Municipio de Bart
El municipio de Bart (en inglés: Bart Township) es un municipio ubicado en el condado de Lancaster en el estado estadounidense de Pensilvania. En el año 2000 tenía una población de 3.003 habitantes y una densidad poblacional de 71.5 personas por km².

## Geografía
El municipio de Bart se encuentra ubicado en las coordenadas 39°55′00″N 76°04′59″O / 39.91667, -76.08306.

## Demografía
Según la Oficina del Censo en 2000 los ingresos medios por hogar en la localidad eran de $45,250 y los ingresos medios por familia eran de $47,604. Los hombres tenían unos ingresos medios de $33,387 frente a los $21,379 para las mujeres. La renta per cápita de la localidad era de $14,399. Alrededor del 13,0% de la población estaba por debajo del umbral de pobreza.